# Vitus (film)
Vitus (titlul original: în germană Vitus) este un film muzical dramatic elvețian, realizat în 2006 de regizorul Fredi M. Murer, protagoniști fiind actorii Teo Gheorghiu, Bruno Ganz, Julika Jenkins și Urs Jucker.

## Rezumat
Vitus este un copil aparent normal, dar părinții lui descoperă treptat marea sa inteligență (IQ 180). De la vârsta de șase ani, cântă la pian cu virtuozitate și joacă șah cu măiestrie. În cele din urmă, părinții lui (Helen și Leo) decid să-l înscrie la o școală de muzică pentru oameni cu calități mari în acest domeniu. În ceea ce privește studiile școlare, nu vor să-l înscrie la o școală pentru supradotați, ci trebuie să urce o clasă unde împărte notele cu elevi mai mari pe care îi depășește la inteligență și pentru care trebuie să sufere consecințele.
Toate aceste evenimente nu fac decât să-l facă nefericit pe Vitus, care simte fericirea doar în compania bunicului său, un bunic iubitor și neliniștit pasionat de aviație și tâmplărie.
La vârsta de 12 ani, Vitus decide să sară din balconul casei lor, cu aripi din placaj făcute de bunicul său, pentru a avea un accident și a arăta că lovitura la cap l-a transformat într-un copil cu inteligență normală. Acest fapt o va cufunda pe mama lui într-o mare depresie și doar bunicul său va descoperi înșelăciunea, dar îi promite să o țină secret tot restul vieții sale.
În sfârșit, dragostea față de părinți, bunicul și Isabel, fosta lui bonă de care se simte profund îndrăgostit, îl vor determina să-și folosească adevărata inteligență pentru a-i ajuta, depășindu-și frustrarea și asumându-și calitățile intelectuale și realitatea pe care i-a oferit-o lui natura.

## Distribuție
- Fabrizio Borsani – Vitus Hozen (la 6 ani)
- Teo Gheorghiu – Vitus (la 12 ani)
- Bruno Ganz – bunicul
- Julika Jenkins – Helen von Holzen (mama)
- Urs Jucker – Leo von Holzen (tatăl)
- Eleni Haupt – Luisa
- Kristina Lykowa – Isabel (la 12 ani)
- Tamara Scarpellini – Isabel (la 19 ani)
- Norbert Schwientek – Hoffmann sen.
- Daniel Rohr – Hoffmann jun.
- Heidy Forster – Gina Fois, profesoara de pian
- Stefan Witschi – proprietarul
- Livia S. Reinhard – educatoarea de la grădiniță
- Susanne Kunz – învățătoarea
- Daniel Fueter – directorul conservatorului
- Thomas Mathys – medicul
- Ursula Reiter – neurologa
- Annelore Sarbach – dna. rector
- Adrian Fuhrer – profesorul de matematică
- Frank Demenga – dr. Knaak
- Stefan Schertenleib – Jens
- Andreas Krämer – mecanicul de avioane

## Melodii din film
- Etüde op. 35 Nr. 5 in F-Dur (Allegro barbaro) de Charles-Valentin Alkan, interpretată de Teo Gheorghiu
- Islamej – Fantasie orientaloă  de Mili Balakirev
- Rondo a-Moll KV 511 de W. A. Mozart
- Lichtstück Nr. 4 de Mario Beretta
- Etüde de Carl Czerny
- Alborada del gracioso de Maurice Ravel
- Sonata K. 263 de Domenico Scarlatti
- Album pentru tineret de Robert Schumann
- Rhapsodia ungară Nr. 6 de Franz Liszt
- La Campanella de Franz Liszt
- Concertul pentru pian în la minor op. 54 de Robert Schumann (scena finală)
- Variațiunile Goldberg de J. S. Bach
- Lichtstück Nr. 1 de Mario Beretta
- Requiem în re minor, KV 626 de W. A. Mozart (Lacrimosa)
- Nutbush City Limits de Tina Turner

## Premii și nominalizări

### Premii
- 2006 – Premiul publicului la Roma, Los Angeles și Chicago
- 2007 – Premiul Cinematografiei elvețiene - Cel mai bun film de ficțiune
- 2007 – Premiul publicului la Soleure
- 2007 – Berlinală - Ursul de bronz

### Nominalizări
- 2006 – Vancouver
- 2006 – Sao Paulo
- 2007 – Premiile Academiei Europene de Film

## Aprecieri
„ Captivantul studiu psihologic pe tema interrelației dintre copii și adulți eșuează, spre final într-un soi de „Poveste de Crăciun” cu deznodământ multifericit: băiatul dă lovitura la bursă, devine milionar și ridică sala în delir la primul său concert. Prezentat la Berlinală, filmul a uimit prin precocitatea reală a interpretului principal Teo Gheorghiu, despre care nu știm mai mult decât că are o privire scrutătoare și o curiozitate de șoricel pe chip. Dacă degetele de virtuoz pe claviatura pianului nu sunt de împrumut,atunci chiar că e superdotat, pentru că actor e până în măduva oaselor. ”—T. Caranfil , Dicționar universal de filme 